# Delara Burkhardt

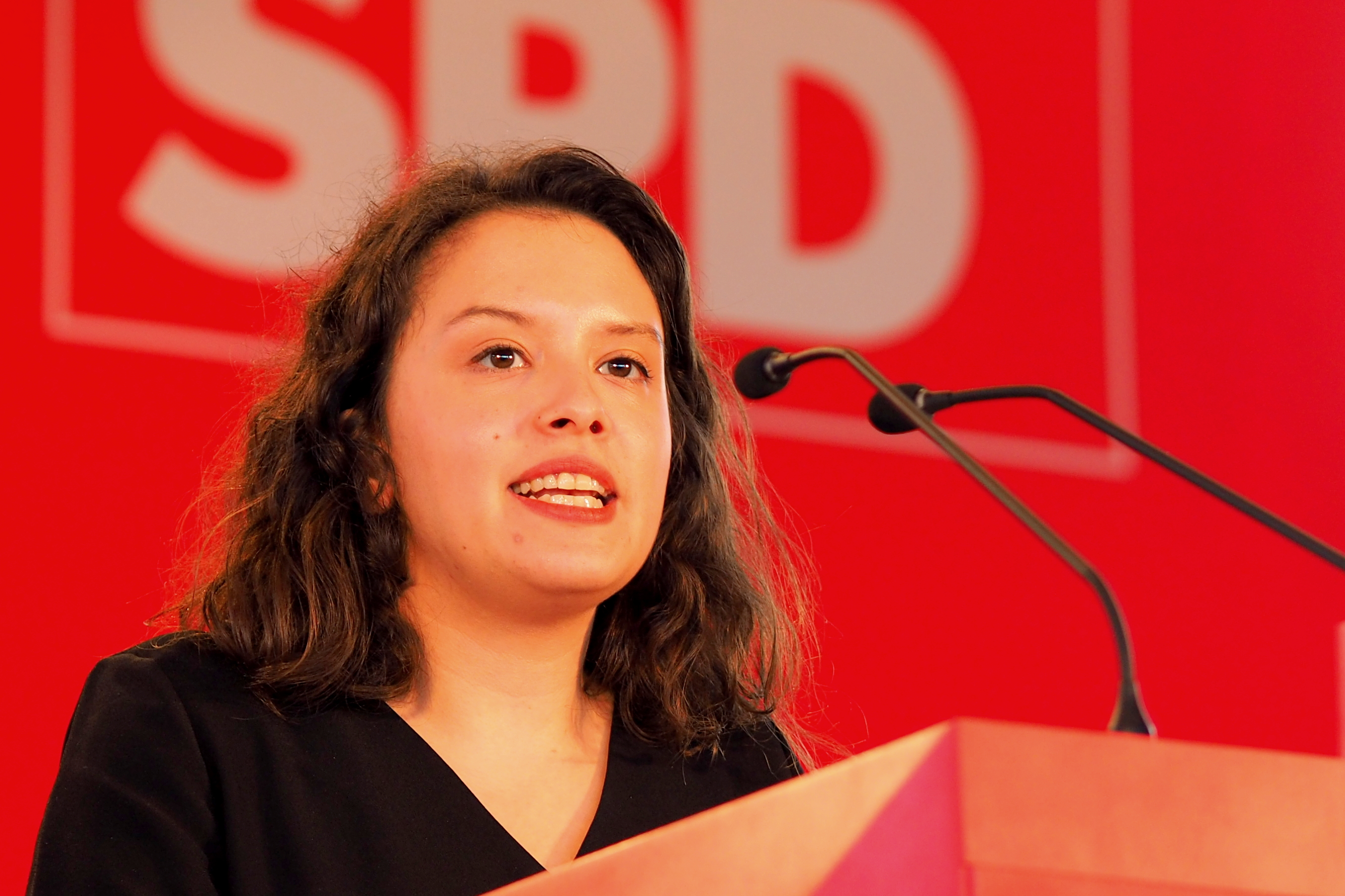
Delara Burkhardt beim Landesparteitag 2018

Delara Burkhardt (* 3. November 1992 in Hamburg) ist eine deutsche Politikerin (SPD). Sie ist seit 2019 Mitglied des Europäischen Parlaments.

## Leben

### Ausbildung und Beruf
Burkhardt wuchs in Siek auf und machte im Jahr 2012 an der Stormarnschule in Ahrensburg ihr Abitur. Sie schloss ein Bachelorstudium der Soziologie und Politikwissenschaft an der Christian-Albrechts-Universität zu Kiel sowie ein Masterstudium der Sozialökonomie an der Universität Hamburg ab. Burkhardt war Stipendiatin der Friedrich-Ebert-Stiftung.
Von 2012 bis 2014 arbeitete Burkhardt als Werksstudentin für den schleswig-holsteinischen Landtagsabgeordneten Tobias von Pein. Von 2014 bis 2016 erstellte sie als Werkstudentin den jährlich erscheinenden Gleichstellungsreport für den DGB-Bezirk Nord. Hierbei handelt es sich um Übersicht der Arbeitsmarktsituation von Frauen in den Bundesländern Hamburg, Schleswig-Holstein und Mecklenburg-Vorpommern. Von 2017 bis 2019 arbeitete sie in einer Hamburger Kommunikationsagentur. Sie lebt in Kiel.

### Sonstiges
Die Familie ihrer Mutter musste aus politischen Gründen aus dem Iran nach Deutschland fliehen.
Burkhardt war über zehn Jahre als Schwimmerin für den Ahrensburger TSV aktiv.

## Politik

### Politischer Werdegang
Burkhardt trat mit 15 Jahren im Zuge der Bildungsproteste gegen G8 in die SPD ein. Im Folgenden wurde sie Kreisvorsitzende der Jusos Stormarn. 2012 folgte die Wahl in den Kreisvorstand der SPD Stormarn und 2014 die Wahl in den Landesvorstand der Jusos Schleswig-Holstein. Darüber hinaus war sie von 2015 bis 2019 stellvertretende Juso-Bundesvorsitzende. Im Bundesvorstand war sie für Gleichstellungs-, Migrations- und Friedenspolitik verantwortlich.

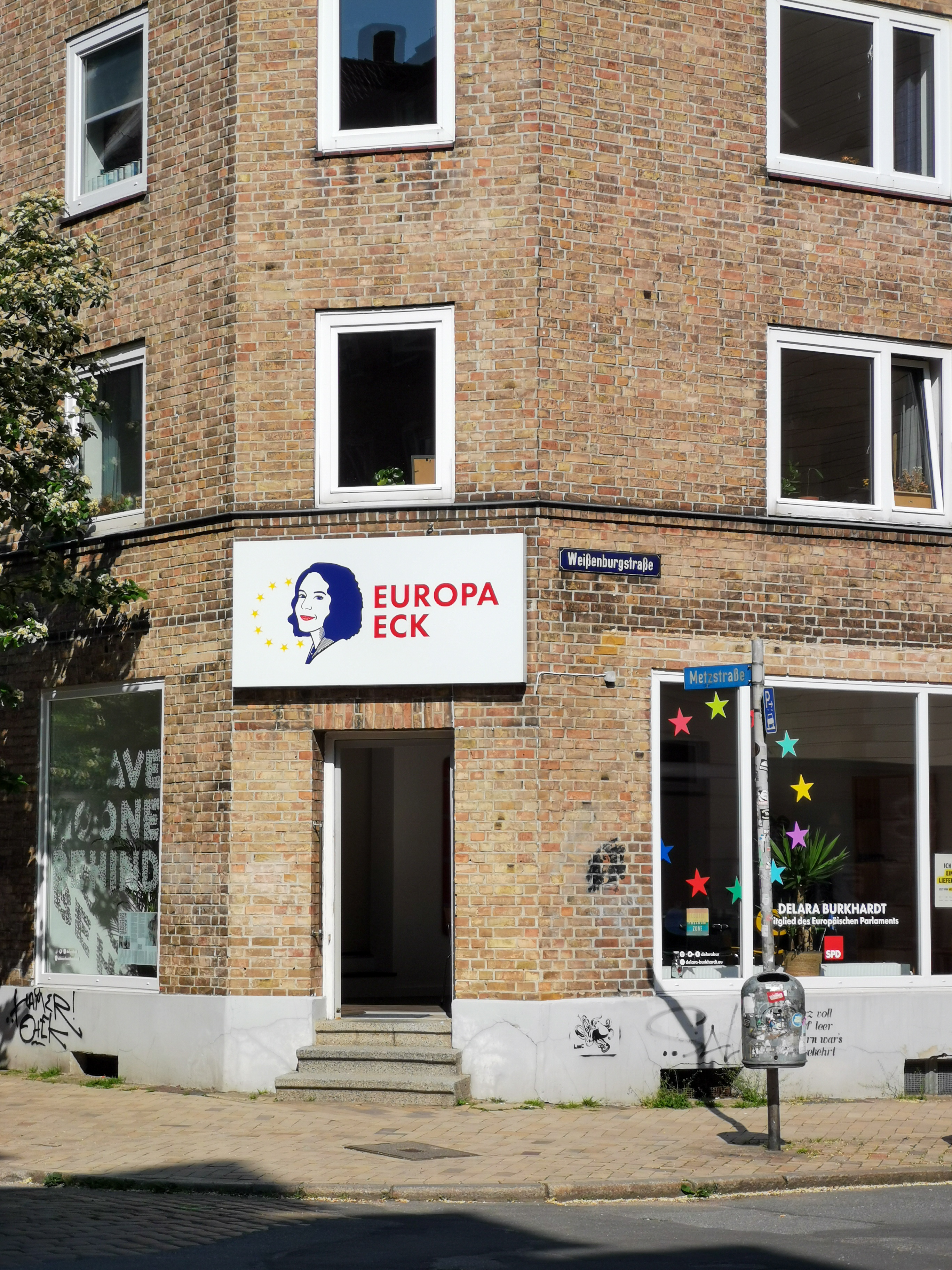
Wahlkreisbüro von Delara Burkhardt in Kiel

Bei der SPD-Delegiertenkonferenz 2018 wurde Delara Burkhardt als Kandidatin der Jusos auf den 5. Listenplatz für die Europawahl gewählt. Bei der Wahl am 26. Mai 2019 wurde sie in das Europäische Parlament gewählt. Dort ist sie im Vorstand der SPD-Fraktion und umweltpolitische Sprecherin der SPD-Abgeordneten im Europäischen Parlament. Burkhardt ist Mitglied der Fraktion der Progressiven Allianz der Sozialdemokraten im Europäischen Parlament.
Delara Burkhardt war in der 9. Legislaturperiode (2019–2024) Mitglied des Ausschusses für Umweltfragen, öffentliche Gesundheit und Lebensmittelsicherheit und arbeitet dort vor allem zu den Themenfeldern Internationale Klimapolitik, Biodiversität und Artenvielfalt, Kreislaufwirtschaft sowie Umweltstandards in internationalen Lieferketten. Außerdem war sie stellvertretende Vorsitzende der Delegation für die Beziehungen zu Bosnien und Herzegowina und dem Kosovo. Stellvertreterin war sie im Ausschuss für bürgerliche Freiheiten, Justiz und Inneres sowie in der Delegation für die Beziehungen zu Israel.
Auf dem ordentlichen Landesparteitag der SPD Schleswig-Holstein am 24. und 25. April 2021 wurde Burkhardt in deren Landesvorstand gewählt. Dort betreut sie die Themen Umwelt und Klima, Frieden und Europa (inkl. Ostseeraum) sowie Minderheitenpolitik.
Delara Burkhardt wurde vom SPD-Parteivorstand im Oktober 2021 in das Verhandlungsteam der SPD bei den Ampel-Koalitionsverhandlungen zwischen SPD, FDP und Bündnis 90/Die Grünen berufen. Dort war sie Teil der Arbeitsgruppe 8, welche für die Themen Klima, Energie, Transformation zuständig war.
Burkhardt war Spitzenkandidatin der SPD Schleswig-Holstein für die Europawahl 2024; gleichzeitig kandidierte sie auf Platz 9 der Europawahlliste der SPD. Sie wurde erneut ins Europäische Parlament gewählt. Sie ist in der 10. Legislaturperiode (2024–2029) erneut Mitglied im Ausschuss für Umweltfragen, öffentliche Gesundheit und Lebensmittelsicherheit sowie stellvertretendes Mitglied im Ausschuss für Industrie, Forschung und Energie und im Ausschuss für Binnenmarkt und Verbraucherschutz.

### Positionen

#### Kampf gegen Entwaldung
Eines von Burkhardts Kernthemen ist der Kampf gegen die globale Entwaldung. Sie war Berichterstatterin des Europäischen Parlaments für einen Initiativbericht zu entwaldungsfreien Lieferketten. In dem Bericht fordert die Politikerin unter anderem verbindliche Sorgfaltspflichten für Unternehmen – dass diese also nachweisen müssen, dass ihre Produkte nicht zu Entwaldung oder Menschenrechtsverletzungen geführt haben. Das Europäische Parlament nahm den Bericht im Oktober 2020 mit deutlichen Mehrheit an. In ihrem Gesetzesvorschlag vom 17. November 2021 kam die Europäische Kommission den Forderungen Burkhardts und des Europäischen Parlaments in wesentlichen Punkten nach. Im Dezember 2022 wurden die Verhandlungen zwischen den drei europäischen Institutionen abgeschlossen.

#### Kreislaufwirtschaft
Im Bereich der Kreislaufwirtschaft setzt sich Burkhardt im EU-Parlament für nachhaltige Textilien ein. Im Dezember 2022 reichte sie ihren Initiativbericht zu einer EU Textilstrategie ein. Dort fordert sie unter anderem, dass alle Textilien, die in der EU verkauft werden, kreislauffähig sein müssen und einen Mindeststandard an Nachhaltigkeitsanforderungen erfüllen. Außerdem fordert sie ein Verbot der Zerstörung von unverkauften oder zurückgesendeter Textilien.
Darüber hinaus forderte Burkhardt im Zuge der Reform der Verpackungsverordnung „ambitionierte Mehrweg- und Recyclingquoten“ von der Europäischen Kommission, da nur so das Ziel erreicht werden könne, „in der EU bis 2030 alle Verpackungen wiederverwendbar oder recyclebar zu machen“.
Im Zuge der Reform des europäischen Systems der Müllexporte setzte sich Burkhardt für ein Verbot des Exports von Kunststoffabfällen in Nicht-EU-Länder ein, da dies oft zu illegalen Mülldeponien führe, deren Preis dann die Umwelt und Menschen vor Ort zahlen müssten.

#### Taxonomie
Burkhardt war eine vehemente Gegnerin der überarbeiteten Taxonomie der Europäischen Kommission, die Energie aus Erdgas und Atomenergie als nachhaltig einstuft. Die Taxonomie regelt europaweit, welche Investitionen als nachhaltig bezeichnet werden dürfen und soll es Anlegern erleichtern, in eine nachhaltige Transformation zu investieren.

#### Reform der Migrationspolitik
Delara Burkhardt setzt sich für eine Neugestaltung der EU-Migrationspolitik ein. Sie fordert eine Entlastung der Erstaufnahmeländer, welche nach dem aktuellen Dublin-III-System für die Bearbeitung eines Antrags zuständig sind. Sie ist gegen Abkommen wie den EU-Flüchtlingsdeal mit der Türkei und setzt sich gegen die „menschenverachtenden“ Lager für Geflüchtete wie beispielsweise auf den griechischen Inseln ein.
Darüber hinaus setzt Burkhardt sich gegen Pushbacks ein und fordert eine Aufklärung Vorwürfe gegen die europäischen Grenzschutzagentur FRONTEX in diesem Zusammenhang.

#### Bosnien und Herzegowina
In ihrer Rolle als Stellvertretende Vorsitzende der Delegation für die Beziehungen zu Bosnien und Herzegowina und dem Kosovo setzt sich Burkhardt insbesondere gegen die Spaltung Bosnien und Herzegowinas ein, die Ethno-Nationalisten um Milorad Dodik seit 2021 intensiv forcieren. Außerdem setzt sich die Politikerin für einen schnellen Beitritt des Landes zur EU sowie eine Stärkung der demokratischen Zivilgesellschaft ein.

## Mitgliedschaften und Gesellschaftliches Engagement
Burkhardt ist Mitglied der Gewerkschaft ver.di und seit dem Jahr 2017 Teamerin für die gewerkschaftliche Berufsschularbeit der DGB-Jugend. Im Rahmen dieses Projekts werden Schülerinnen und Schüler an den beruflichen Schulen über ihre Rechte als Auszubildende und Arbeitnehmer aufgeklärt. Seit 2022 ist sie außerdem Mitglied der NGG.
Darüber hinaus ist Delara Burkhardt ist seit 2018 Mitglied des Vorstands des Willy-Brandt-Zentrums Jerusalem. Dabei handelt es sich um ein Projekt, das durch Begegnung von jungen Menschen aus Israel und den palästinensischen Gebieten für Frieden sorgen soll.
Am 4. Februar 2021 übernahm sie die Patenschaft für Kazjaryna Andrejewa, eine belarussische Journalistin und politische Gefangene.
Burkhardt ist Mitglied in der Friedrich-Ebert-Stiftung und unterstützt als solches ehrenamtlich die Arbeit der Stiftung.
Darüber hinaus ist sie Mitglied beim Naturschutzbund Deutschland (NABU) und bei den Naturfreunden.
Seit 2021 ist sie zudem Vorsitzende des Vereins Modell Europa Parlament Deutschland e.V., einem gemeinnützigen Verein, der im Bereich der europapolitischen Bildung zuständig ist und gemeinsam mit Schülern Simulationen des Europäischen Parlaments durchführt.
Darüber hinaus engagiert sich Burkhardt im Rahmen der Initiative EarthPercent für den Kampf gegen die Klimakrise. Ziel der Initiative ist es, Geld von der Musikindustrie zu sammeln, um die glaubwürdigsten und wirkungsvollsten Klima- und Umweltaktionen zu finanzieren und im Kampf gegen die Klimakrise zu unterstützen.
2022 wurde Burkhardt als eine von 36 Europäern von der Obama Foundation des ehemaligen US-Präsidenten Barack Obama und Michelle Obama als „Obama Leader Europe 2022“ ausgewählt. Dabei handelt es sich um ein Netzwerk und Fortbildungsprogramm für junge, progressive Nachwuchskräfte aus Politik, Zivilgesellschaft und Wirtschaft.
Des Weiteren ist Delara Burkhardt Mitglied der überparteilichen Europa-Union Deutschland, die sich für ein föderales Europa und den europäischen Einigungsprozess einsetzt.